# Городовиков Ока Іванович
Ока́ Іва́нович Городовико́в (1 жовтня 1879 — 26 листопада 1960) — радянський воєначальник калмицького походження, генерал-полковник (1940). Герой Радянського Союзу (1958). Депутат Верховної Ради СРСР 1-го скликання.
Племінником О. І. Городовика був інший відомий радянський воєначальник — Басан Бадмиєвич Городовиков, син брата Бадми Івановича Городовикова.

## Життєпис
Народився на хуторі Мокра Єльмута на Дону у бідній селянській родині калмика Хабі Хардагі. З 8 років працював наймитом у панів, сторожив отари, прислуговував у буддійському монастирі, був помічником кухаря. Учасник Першої світової, старший унтер-офіцер.
З 1918 року в Червоній армії. Брав участь у Громадянській війні. З 1919 року у РКП(б).
Був командиром ескадрону в полку Будьонного, потім командував полком, кавалерійською бригадою 1-ї Кінної армії, 4-ю і 6-ю кавалерійськими дивізіями у складі 1-ї кінної, у липні-серпні 1920 р. — 2-ю кінною армією. Брав участь у розгромі Врангеля і Нестора Махна.
З 1925 по 1932 рік був командиром 1-го кінного корпусу Червоного козацтва
В 1932 році закінчив Військову академію імені Фрунзе.
З 1932 по 1938 рік на посаді заступника командувача Середньоазійським військовим округом. В 1938—1943 роках — генеральний інспектор кавалерії.
Під час німецько-радянської війни керував формуванням кавалерійських частин і з'єднань. Літом 1941 року і під час Сталінградської битви був представником Ставки Верховного Головнокомандування по використанню кавалерії.
З 1943 по 1947 рік на посаді заступника командуючого кавалерією РСЧА.
Був депутатом Верховної Ради СРСР 1-го скликання.
Помер 26 лютого 1960 року. Похований на Новодівичому цвинтарі у Москві.

## Звання та нагороди
10 березня 1958 року Оці Івановичу Городовикову присвоєно звання Героя Радянського Союзу «за заслуги у справі створення Збройних Сил СРСР і захисту Радянської держави від ворогів і проявлений при цьому героїзм».
Також нагороджений:
- 3-ма орденами Леніна
- 6-а орденами Червоного Прапора
- орденом Вітчизняної війни І ступеня
- медалями

## Пам'ять
Ім'ям Городовикова названі:
- Місто Городовиковськ, Калмикія
- Вулиця Городовикова, Липецьк
- Вулиця Городовикова, Ростов-на-Дону
- Вулиця Городовикова, Волгоград
- Вулиця Городовикова, Хмельницький (з лютого 2016 року — Петра Болбочана[1])
- Вулиця Городовикова, Маріуполь
- Вулиця Городовикова, Кривий Ріг

На станції Волноваха Донецької залізниці розміщена меморіальна дошка.

## Твори
- Конница прошлого и 2-я Конная в Северной Таврии.— Ташкент, 1937.
- В рядах Первой конной: рассказы конармейца.— М.: Воениздат, 1939.
- Конница в Отечественной войне.— М., 1942.
- Воспоминания.— Элиста, 1969.
- В боях и походах.— М., 1969